# Sprint der Männer bei den Asienspielen
Seit 1951 in Neu Delhi wird der Sprint der Männer bei den Asienspielen im Rahmen der Multisportveranstaltung Asienspiele für Radrennfahrer der asiatischen Radsportverbände der Union Cycliste Internationale (UCI) ausgetragen. Die Sieger werden mit einem speziellen Trikot ausgezeichnet.

## Palmarès
- 1951  Takeo Sato
- 1954 nicht ausgetragen
- 1958  Seiki Hirama
- 1962 nicht ausgetragen
- 1966  nicht ausgetragen
- 1970  nicht ausgetragen
- 1974  Shinpei Okajima
- 1978  Yoshikazu Chō
- 1982  Tsutomu Sakamoto
- 1986  Norichika Shirai
- 1990  Hideki Miwa
- 1994  Toshinobu Saito
- 1998  Yūichirō Kamiyama
- 2002  Takashi Kaneko
- 2006  Tsubasa Kitatsuru
- 2010  Zhang Lei
- 2014  Seiichirō Nakagawa
- 2018  Azizulhasni Awang
- 2023  Kaiya Ōta
- 2028